# Synchlora indeclararia
Synchlora indeclararia là một loài bướm đêm trong họ Geometridae.